# Syneches dominicanus
Syneches dominicanus är en tvåvingeart som beskrevs av Ale-rocha och José Albertino Rafael 2004. Syneches dominicanus ingår i släktet Syneches och familjen puckeldansflugor.
Artens utbredningsområde är Dominikanska republiken. Inga underarter finns listade i Catalogue of Life.